# Zwergtintenfische
Die Zwergtintenfische (Sepiolidae) sind eine Familie innerhalb der gleichnamigen Ordnung (Sepiolida) der Tintenfische, die sehr eng mit den Sepien verwandt sind.

## Merkmale
Zwergtintenfische sind im Allgemeinen kleiner als Sepien, verfügen nicht über einen Kalkschulp (Phragmokon) und haben einen runderen Mantel. Die Mantellänge beträgt meist ein bis vier, manchmal bis zu acht Zentimeter. Neben acht mit Saugnäpfen besetzten Armen besitzen sie zwei Fangtentakel. 
Zwergtintenfische leben in einer Symbiose mit biolumineszenten Bakterien, darunter auch Vibrio fischeri. Sie befinden sich in einem Leuchtorgan im Mantel der Kopffüßer und werden mit einer Zucker-Aminosäure-Lösung versorgt. Im Gegenzug senden sie genau so viel Licht aus, dass die Silhouette des Tintenfisches im einfallenden Licht verschwindet, wenn man ihn von unten betrachtet.

## Lebensraum
Die meisten Arten leben in flachen Küstengewässern des Pazifiks, des Indischen Ozeans und des Atlantik und seinen Randmeeren. Sie können sich sowohl mit Hilfe ihrer Flossen als auch durch Rückstoß aus ihrem Siphon fortbewegen.

## Systematik
- Zwergtintenfische (Sepiolidae Leach, 1817)
  - Echte Zwergtintenfische (Sepiolinae Leach, 1817)
    - Euprymna Steenstrup, 1887
    - Sepiola Leach, 1817
    - Rondeletiola Naef, 1921
    - Sepietta Naef, 1912
    - Inioteuthis Verrill, 1881

  - Unterfamilie Rossiinae Appelöf, 1898
    - Austrorossia Berry, 1918
    - Rossia Owen, 1834
    - Semirossia Steenstrup, 1881
    - Neorossia v. Boletzky, 1971

  - Unterfamilie Heteroteuthinae Appelöf, 1898
    - Heteroteuthis Gray, 1849
    - Stoloteuthis Verrill, 1881
    - Iridoteuthis Naef, 1912
    - Nectoteuthis Verrill, 1883
    - Sepiolina Naef, 1912

Während die Systematik der Tintenfische auf Familienebene inzwischen allgemein akzeptiert ist, ist die Klassifizierung der größeren Gruppen innerhalb der Tintenfische bisher noch nicht stabil. Jereb und Roper führen die Sepioliden in ihrer 2005 erschienenen Monographie wieder als Familie innerhalb der Sepiida.